# Карой Месарош
Карой Ме(й)сарош, (Mészáros Károly, 20 липня 1821, Гайдудороґ, Угорське королівство — 2 лютого 1890, Завадка, Ужанська жупа (зараз Словаччина) — угорський журналіст, правник, історик, автор книги про русинів Угорського королівства и першої історії Ужгорода.
Карой Мейсарош видав загалом 26 книг и написав понад 800 статей, переважно на історичні та правничі теми.

## Біография
Карой Мейсарош навчався у гімназії в Дебрецені і духовній семинарії в Ораді, в университеті в Печу, а потім у Пешті, де вивчав право и отримав диплом 1846 року. Того ж року здав адвокатський іспит і практикував приватно, а потім як урядовий адвокат в жупі Мошон. Під час навчань відвідував збори радикальних студентів у Пешті, але на відміну від радикалів, мав помірковані погляди на тогочасну і майбутню позицію Угорщини в унії з Австрійською імперією.
В період революції 1848—1849 був журналістом, хронистом револіції. 1850 р., після придушення революції, мусив переховуватися у провінційних містах Гайдудороґ та Унгвар, де займався адвокатською практикою.

## Історик Ужгорода та україно-русинської громади

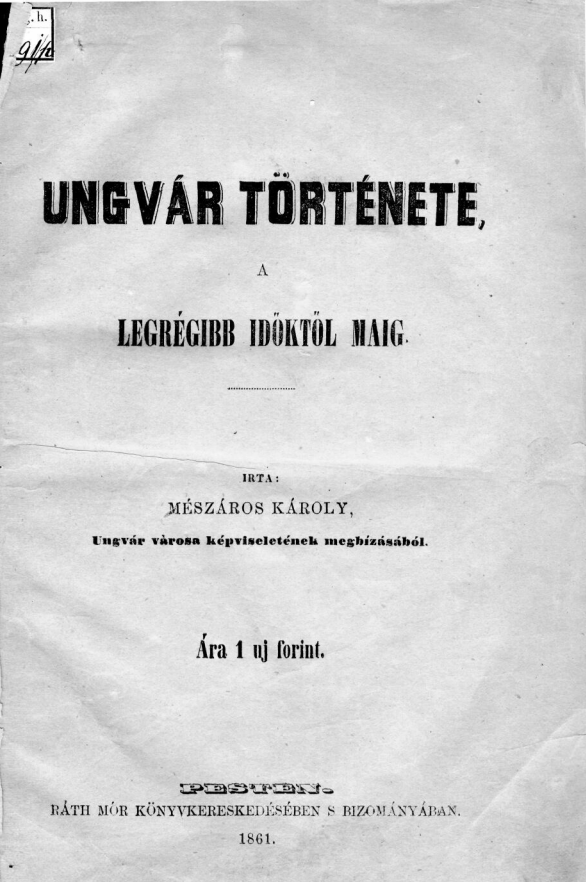
«Історія Ужгорода» Кароя Месароша (1861).

В Ужгороді вперше познайомився з проблемою самовизначення місцевої української громади, познайомився з лідером русинського руху А. І. Добрянським та вступив з ним в гостру конфронтацію через те, що сам підтримував асиміляцію всіх етнічних меншин Угорщини. Попри це, випустив книгу з поміркованою позицією щодо «угрорусів» (тобто українців-русинів Угорщини) під назвою «Історія русів Угорщини» (А magyarországi oroszok története, 1850), де визнав автохтонність русинів та їхні природні права, що, у свою чергу, викликало критику угорських націоналістів. У подібному дусі написані також інші його історичні роботи: порівняльна історія народів Угорщини (Magyarország népei történeti tekintetben, 1852), історія Унгвара, тобто Ужгорода (Ungvár története a legrégibb időktől máig, 1861).
Заснував в Ужгороді типографію (1861), видавав там журнали (Kárpáti Hírnök, 1861; Ungvári Hírlap, 1867; Község Lapja, 1875—1878).